# Mujnai
Mujnai és un riu de Bengala Occidental principalment al districte de Jalpaiguri. Neix al sud de Bhutan i corre en direcció al sud. Els seus afluents principals són el Titi, Angorijhora, Dabdhub, Birpiti i Halong. Finalment desaigua al riu Jaldhaka a 26° 26′ 30″ N, 89° 14′ 15″ E / 26.44167°N,89.23750°E després que aquest riu s'hagi unit al Dharla.